# Alliance internationale pour la protection du patrimoine
L'Alliance internationale pour la protection du patrimoine (en anglais, International alliance for the protection of heritage - ALIPH) est une fondation créée à Genève le 8 mars 2017 pour sauver le patrimoine en péril dans les zones de guerre. Depuis 2024, elle intervient également pour protéger le patrimoine des conséquences du changement climatique dans les pays vulnérables. Elle est le principal fonds mondial dédié à la protection du patrimoine dans les zones en conflit, post-conflit ou en crise.

## Historique
La fondation ALIPH a été créée à Genève le 8 mars 2017.  Elle trouve son origine dans le rapport 50 propositions françaises pour protéger le patrimoine de l'humanité (propositions n°9 et 43) que Jean-Luc Martinez, président du Louvre, a remis  au président de la République française, François Hollande, en novembre 2015 et dont les conclusions ont été présentées lors du G7 d'Ise-Shima (Japon) en mai 2016. Elle s'inscrit dans la logique de la résolution 2347 du conseil de sécurité des Nations unies sur la protection du patrimoine culturel en péril,. Sa vocation est de permettre la concrétisation des engagements pris lors de la conférence générale de l’UNESCO de novembre 2015 et ceux de la déclaration d’Abou Dabi de décembre 2016, en matière de protection du patrimoine et du pluralisme culturel dans les zones soumises à des conflits armés,,. Dans un premier temps, l’UNESCO avait tenté de créer un fonds d’urgence, sans succès. Cette fondation ALIPH est le résultat d’une initiative complémentaire formée par le président de la République française François Hollande et le Prince héritier des Émirats arabes unis, le Cheikh Mohammed ben Zayed Al Nahyane. C’est une fondation de droit suisse, qui a également le statut d'organisation internationale, en vertu de l’accord de siège signé en octobre 2017 avec la Suisse.
À la suite de cette création, une conférence tenue le 20 mars 2017, au musée du Louvre à Paris, a dressé l’état des lieux des premières contributions financières de différents États parties,,: la France, les Émirats Arabes Unis, l’Arabie Saoudite, le Koweit, le Luxembourg, le Maroc, la Suisse et la Chine soit un montant total de 76 millions de dollars. S'ajoutent à ces contributions les dons de fondations privées (Mellon Foundation et Fondation Gandur pour l'Art) et du philanthrope américain Thomas S. Kaplan (en),,. En 2020, ALIPH avait réuni la totalité de ses promesses de dons. En janvier 2022, s’est tenue à Paris au musée du Louvre la deuxième Conférence des donateurs, qui a permis de mobiliser environ 90 millions de dollars.
Le 14 novembre 2023, l'ancienne sénatrice franco-algérienne Bariza Khiari est élue à l'unanimité par le Conseil de fondation d'ALIPH. Elle succède au milliardaire franco-étatsunien Thomas S. Kaplan (en) à la tête de la Fondation depuis le 12 octobre 2017. Il succédait lui-même à Jack Lang. 
Le diplomate français Valéry Freland est le premier directeur exécutif depuis Septembre 2018. L'inspecteur général des finances, Maxence Langlois-Berthelot (2016-2017), occupait avant lui la fonction de directeur exécutif par intérim, avant de quitter ALIPH pour rejoindre le Musée du Louvre.
ALIPH protège le patrimoine — à savoir les musées et leurs collections, les sites et monuments, la documentation et les manuscrits, le patrimoine intangible — dans les zones en conflit, en post-conflit et depuis fin 2024, dans les zones menacées par le changement climatique. La fondation intervient au soutien de la protection préventive pour atténuer les risques de destruction, de mesures d’urgence pour assurer la sécurité du patrimoine, ou d’actions post-conflits pour que les populations puissent à nouveau jouir de leur patrimoine culturel.
En janvier 2019, ALIPH a lancé son premier appel à projets et mis également en place un dispositif d’aide d’urgence afin de répondre aux besoins les plus imminents.
La liste des projets soutenus figure sur le site d'ALIPH. Dans un communiqué de presse de juillet 2025, la Fondation déclare être intervenue dans 54 pays, en soutenant 550 projets et en travaillant avec plus de 125 opérateurs. Son budget total y est chiffré à 116 millions USD.

## Membres et donateurs

### États membres
- France
- Émirats arabes unis
- Arabie saoudite
- Koweït
- Luxembourg
- Chine
- Maroc
- Chypre
- Ouzbékistan

### Membres privés
- Thomas S. Kaplan (en)
- Fondation Gandur pour l’Art
- J. Paul Getty Trust

### Pays hôte
- Suisse[22]

### Donateurs

#### Donateurs publics
- Union Européene
- Ministère de la culture des Emirats Arabes unis
- Principauté de Monaco
- Oman
- Roumanie

#### Donateurs privés
- La fondation Andrew W. Mellon[23]
- La fondation de la famille Lionel Sauvage
- M. Joshua Fink[24]
- La fondation Totalenergies
- Bloomberg Philanthropies
- Leon Levy Foundation

## Memorandum d'entente
- UNESCO
- Swiss Foundation for mine action (FSD)
- Fonds mondial pour les monuments
- Le gouvernement de la République Hellénique
- ICCROM
- ICOMOS
- ICOM
- INP
- Europa Nostra
- Hungary Helps Agency
- The Cyprus Institute (CYL)
- Université Politecnico di Milano
- The Heritage Management Organization (HERITAGE)
- La National Geographic Society
- Università di Padova
- Expertise France